# ض
La ḍād (en árabe ﺿﺎﺩ, ḍād [dˤaːd]) es la decimoquinta letra del alfabeto árabe. Representa un sonido oclusiva, dental, sonoro y velarizado, /dˁ/. En la numeración abyad tiene generalmente el valor de 800, aunque en el Magreb suele tener el de 90.

## Transliteración
Debido a que no está presente su sonido en francés, castellano ni inglés, una transliteración más común de palabras con este sonido suele ser 9'. Sobre todo en medios semiformales, debido al parecido entre la forma de la letra (ض) con 9'. Transliterandose por ejemplo  «9'abab», (en árabe ضباب) que significa neblina en idioma árabe. En medios algo más formales se suele simplificar a D, en apellidos como «Daher» (en árabe ضاهر, en arabizi: 9'aher ), también en «Riadi» o «Riaddi» (en árabe رياضي, en arabizi: Ria9'i ). Menos conocidos pero igualmente usados son Đ,đ.

## Historia
Este sonido parecía único entre las lenguas antiguas, hasta el punto de que la lengua árabe se denominó lengua de la ḍād. Es una de las seis letras del alfabeto árabe que se añadió a las 22 heredadas del alfabeto fenicio (las otras son jāʾ, ṯāʾ, ḏāl, ẓāʾ y ġayn) y es, gráficamente, una variante de la ṣād.

## Uso

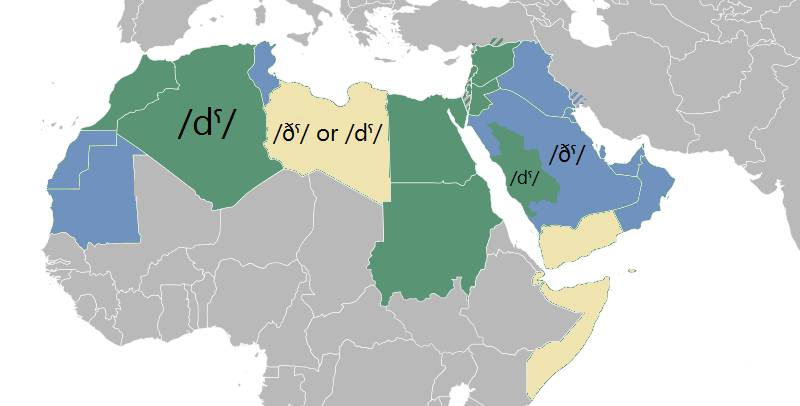
Diferencias de pronunciación en los diferentes dialectos del árabe